# 스플래시다운

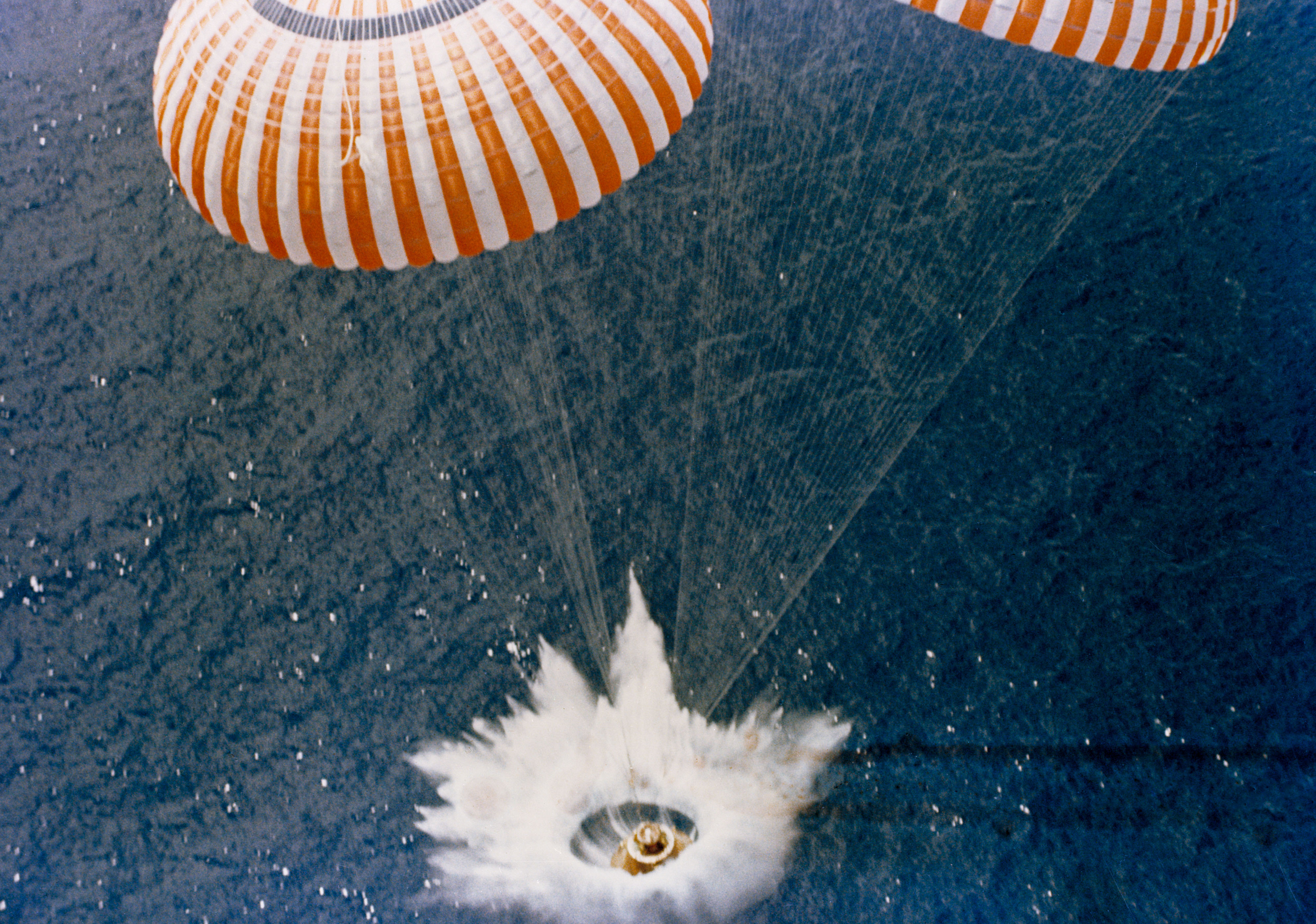
아폴로 15호의 스플래시다운

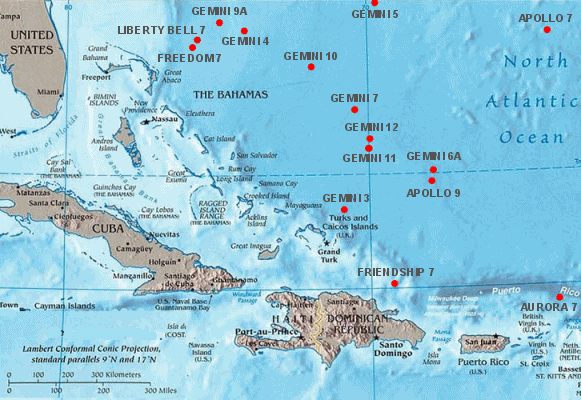
유명한 탐사선의 스플래시다운

스플래시다운(영어: splashdown) 또는 착수(着水)는 낙하산으로 속도를 감속하여 바다나 강 등의 물이 많이 고인 곳 또는 흐르는 곳에 착륙하는 방법을 말한다. 그리고 얼음에 착륙해도 스플래시다운이라고 한다. 대표적으로 소유즈 23이 얼음에 착륙했다. 우주왕복선 시대 전에도 사용된 방법이며, 대표적으로 아폴로 계획, 소유즈, 제미니 계획 등의 탐사선이 이 방법을 사용하였다.
이름에서 알 수 있듯이, 탐사선이 지구로 귀환할 때 탐사선 안에 있는 사람들이 추락사하지 않게 물이 충격을 흡수한다. 따라서 제동장치나 역추진 로켓까지는 필요없고, 낙하산만 있으면 된다.
바다에 착륙하면 가라앉지 않기 위해 튜브를 설치한다. 그리고 바다에 뜬 탐사선은 크레인이 들어서 배의 상판에 올려놓는다.

## 장점
제동을 하기 위해 역추진 로켓이나 제동장치 등이 아닌 튜브와 낙하산만 사용해서 저렴하다.

## 단점
바다로 가라앉거나 물이 안으로 흘러들어오면 그대로 사망이다. 실제로 아폴로 1호의 승무원 버질 그리섬은 머큐리-레드스톤 4호 훈련 때 더미 페이로드 안으로 물이 들어와서 죽을 뻔한 적이 있었다.

## 스플래시다운을 한 착륙선
| 머큐리-레드스톤 3호 | 1961년 5월 5일   | 북위 27° 13.7′ 서경 75° 53′  / 북위 27.2283° 서경 75.883° |
| 머큐리-레드스톤 4호 | 1961년 7월 21일  | 북위 27° 32′ 서경 75° 44′  / 북위 27.533° 서경 75.733°    |
| 제미니 3호          | 1965년 3월 23일  | 북위 22° 26′ 서경 70° 51′  / 북위 22.433° 서경 70.850°    |
| 제미니 4호          | 1965년 7월 7일   | 북위 27° 44′ 서경 74° 11′  / 북위 27.733° 서경 74.183°    |
| 제미니 5호          | 1965년 8월 29일  | 북위 29° 44′ 서경 69° 45′  / 북위 29.733° 서경 69.750°    |
| 제미니 7호          | 1965년 12월 18일 | 북위 25° 25′ 서경 70° 07′  / 북위 25.417° 서경 70.117°    |
| 제미니 8호          | 1966년 3월 17일  | 북위 25° 14′ 동경 136° 0′  / 북위 25.233° 동경 136.000°   |
| 제미니 10호         | 1966년 7월 21일  | 북위 26° 45′ 서경 71° 57′  / 북위 26.750° 서경 71.950°    |
| 아폴로 11호         | 1969년 7월 24일  | 북위 13° 19′ 서경 169° 9′  / 북위 13.317° 서경 169.150°   |
| 아폴로 12호         | 1969년 12월 24일 | 남위 15° 47′ 서경 165° 9′  / 남위 15.783° 서경 165.150°   |
| 아폴로 13호         | 1970년 4월 17일  | 남위 21° 38′ 서경 165° 22′  / 남위 21.633° 서경 165.367°  |

## 같이 보기
- 아폴로 계획
- 제미니 계획
- 머큐리 계획
- 스카이랩
- 스페이스X 드래곤 2